# Peer Kluge
Peer Kluge (20 de noviembre de 1980, Sajonia), es un futbolista alemán, se desempeña como centrocampista y actualmente juega en el DSC Arminia Bielefeld proveniente del Hertha de Berlín, .

## Clubes
| Club                     | País     | Año         |
| ------------------------ | -------- | ----------- |
| Chemnitzer FC            | Alemania | 1999 - 2001 |
| Borussia Mönchengladbach | Alemania | 2001 - 2007 |
| FC Nürnberg              | Alemania | 2007 - 2009 |
| Schalke 04               | Alemania | 2010 - 2012 |
| Hertha BSC               | Alemania | 2012 - 2014 |
| DSC Arminia Bielefeld    | Alemania | 2014 -      |

## Palmarés
FC Schalke 04
- Copa de Alemania: 2011